# Poa sikkimensis
Poa sikkimensis är en gräsart som först beskrevs av Otto Stapf, och fick sitt nu gällande namn av Norman Loftus Bor. Poa sikkimensis ingår i släktet gröen, och familjen gräs. Inga underarter finns listade i Catalogue of Life.